# Masdevallia wuelfinghoffiana
Masdevallia wuelfinghoffiana är en orkidéart som beskrevs av Carlyle August Luer och José Portilla. Masdevallia wuelfinghoffiana ingår i släktet Masdevallia och familjen orkidéer. Inga underarter finns listade i Catalogue of Life.